# Кириченко, Николай Яковлевич
Никола́й Я́ковлевич Кириче́нко (14 января 1895, Уразово, Воронежская губерния — 2 января 1973, Москва) — советский военачальник, генерал-лейтенант (27.08.1942).

## Первая мировая и гражданская войны
Родился в слободе Уразово ныне Валуйского района Белгородской области.
В Русской императорской армии с октября 1912 года. Вступил в службу вольноопределяющимся в 12-й уланский полк (г. Проскуров). В августе 1913 года поступил в Елисаветградское кавалерийское училище. Был оттуда отчислен за нарушение дисциплины, но смог перевестись в другое училище. Окончил Чугуевское военное училище в сентябре 1915 года. Участник Первой мировой войны на Западном фронте в составе 12-го уланского полка: младший офицер, командир кавалерийского эскадрона, начальник учебной команды, дослужился до чина штабс-ротмистра.
В конце 1917 года демобилизован. Вернувшись в Уразово, в декабре сформировал отряд Красной Гвардии и стал его командиром.
В Красной Армии с марта 1918 года, когда вступил в неё со всем своим отрядом. В годы Гражданской войны Н. Я. Кириченко воевал на Южном фронте против войск А. И. Деникина и П. Н. Врангеля. С марта 1918 года — командир Чрезвычайного полка, с мая — командир бригады войск ВЧК, с июня — командир сводного кавалерийского полка, с сентября — командир партизанской бригады, по другим данным, командовал батальоном в эсеровской бригаде М.Сахарова в Валуйках. 
С августа 1919 — помощник начальника отряда особого назначения, затем командир 40-го запасного стрелкового батальона в 8-й армии. С сентября 1919 — командир 132-го стрелкового полка, затем командир 44-й бригады в 15-й стрелковой дивизии. В бою 1919 года был ранен. За героизм в боях награждён орденом Боевого Красного Знамени РСФСР.

## Межвоенное время
После окончания войны в сентябре 1921 года направлен на учёбу на Военно-академические курсы высшего комсостава РККА, окончил их в 1922 году. С августа 1922 года Н. Я. Кириченко — помощник командира 15-й Сивашской стрелковой дивизии, с сентября 1924 по октябрь 1928 года и с октября 1929 по апрель 1932 года — командир 1-й кавалерийской бригады 3-й Бессарабской кавалерийской дивизии Украинского военного округа. С октября 1928 по октябрь 1929 года и с августа 1932 года по август 1933 года — в распоряжении Разведывательного управления Штаба РККА. При этом в 1932—1933 годах находился в правительственной командировке в Монголии
Окончил курсы усовершенствования командного состава при Военной академии механизации и моторизации РККА (1934 год), а после стажировки в войсках в должностях командиров механизированного батальона и механизированной бригады (апрель-сентябрь 1934) — окончил основной факультет этой же академии (1935 год). С января 1935 года — начальник автобронетанковой службы 10-го стрелкового корпуса Московского военного округа (Курск). С марта 1935 по июль 1937 года — вновь в распоряжении Разведывательного управления Генерального штаба. 25 апреля 1936 года Н. Я. Кириченко было присвоено воинское звание «комбриг». С 17 июля 1937 года — командир 10-й казачьей кавалерийской дивизии Северо-Кавказского военного округа. 20 февраля 1939 года Н. Я. Кириченко было присвоено воинское звание «комдив», 4 июня 1940 года, после установления в РККА генеральских званий — был переаттестован в «генерал-майоры». С 11 марта 1941 года — командир 26-го механизированного корпуса Северо-Кавказского ВО. В начале июня 1941 года корпус вошёл в состав формирующейся в округе 19-й армии.

## Великая Отечественная война
С началом Великой Отечественной войны корпус под командованием Н. Я. Кириченко был переброшен на Западный фронт. К середине июля корпус сосредоточился в районе Духовщины, подчинён командующему 24-й армии Фронта резервных армий. Однако в полном составе корпус в бой не вступил: его дивизии переданы другим соединениям, а управление расформировано к концу июля.
26 июля 1941 года, после расформирования корпуса вернулся в Северо-Кавказский военный округ, где сформировал и возглавил 38-ю кавалерийскую дивизию. В начале октября 1941 года её передали в состав 18-й армии Южного фронта. Там участвовал в Донбасской и Ростовской оборонительных операциях, в Ростовской наступательной операции. Одновременно в декабре 1941 года командовал сводной кавалерийской группой Южного фронта, которая вела наступательные бои на шахтинском направлении. В январе 1942 года назначен командиром формирующегося в Краснодаре 17-го казачьего кавалерийского корпуса.
С 4 февраля по 5 апреля 1942 года — командующий 14-го кавалерийского корпуса в составе Архангельского военного округа (Вологда).
С 17 мая по 9 июня 1942 года — командующий 51-й армией Северо-Кавказского фронта, которая в то время после эвакуации с Керченского полуострова с большими потерями срочно пополнялась и выполнявшей задачу по подготовке обороны на побережье Азовского моря на участке Батайск — Азов — Темрюк.
С 10 июня 1942 года — командир 17-го казачьего кавалерийского корпуса Северо-Кавказского фронта, принимавшего участие в оборонительных боях с превосходящими силами противника на рубеже реки Ея. В начале августа 1942 года части корпуса участвовали в ставшей широко известной Кущёвской атаке, после которой Кириченко утверждал, что его казаки изрубили 2000 немцев, однако командовавший тогда армией будущий маршал А. А. Гречко оспаривал и успех атаки и данные о нанесённом врагу уроне За стойкость, высокую дисциплину, организованность и героизм личного состава 27 августа 1942 года корпус был преобразован в 4-й гвардейский казачий кавалерийский корпус, а Н. Я. Кириченко в тот же день повышен в воинском звании в генерал-лейтенанты, а также награждён орденом Ленина.
С 13 сентября 1942 года — временно исполнявший должность командующего 12-й армии Приморской оперативной группы войск Северо-Кавказского фронта, оборонявшей Туапсинское направление в ходе оборонительного этапа битвы за Кавказ.
С 21 сентября 1942 года — вновь командир 4-го гвардейского казачьего кавалерийского корпуса, который, находясь в составе Северо-Кавказского и Закавказского фронтов, участвовал в ожесточённых сражениях на краснодарском, майкопском, белореченском и моздокском направлениях. С 12 по 20 ноября 1942 года — командующий Конной армией, которая начала формироваться на Закавказском фронте для глубокого прорыва в дальний немецкий тыл, после отмены решения о формировании армии вновь командовал корпусом. С 7 января по 21 февраля 1943 года одновременно командовал конно-механизированной группой Закавказского (с 24 января — Северо-Кавказского) фронта, созданной для преследования частей противника, отходивших на ростовском направлении. 4-й гвардейский казачий кавалерийский корпус (с 20 ноября 1942 года 4-й гвардейский Кубанский казачий кавалерийский корпус) в ходе Северо-Кавказской наступательной операции успешно действовал на ставропольском направлении, затем форсировал реку Дон и вышел к реке Миус.
Н. Я. Кириченко умело командовал частями корпуса во время рейдов в тылу противника в ходе Донбасской наступательной операции, за что был награждён орденом Суворова 2-й степени и орденом Кутузова 2-й степени. Однако 3 ноября 1943 года, в ходе Мелитопольской операции, за медлительность, проявленную при штурме Перекопа, был снят с командования корпусом.
С 5 февраля 1944 года — начальник Высшей офицерской кавалерийской школы РККА имени С. М. Будённого..
24 июня 1945 года был командиром сводного кавалерийского полка на историческом параде Победы.

## Послевоенная служба
После войны Н. Я. Кириченко на той же должности. С ноября 1946 года был последовательно заместителем командира 40-го, с марта 1947 — 16-го гвардейского и 41-го стрелковых корпусов. С ноября 1947 года в распоряжении Управления кадров Сухопутных войск. С августа 1949 года в запасе. Скончался 2 января 1973 года в Москве.

## Награды
- Два ордена Ленина (27.08.1942[12], 30.04.1945[13])
- Три ордена Красного Знамени (18.10.1922[14],21.02.1945[13], 1948[13])
- Орден Суворова II степени (28.01.1943)
- Орден Кутузова II степени (17.09.1943[12])
- Медаль «За боевые заслуги» (28.10.1967)
- Медаль «За оборону Кавказа»
- Другие медали СССР
- Два ордена Боевого Красного Знамени (МНР)[12]
- Наградное оружие — шашка (1932)